# Pampa (ocell)
Pampa és un gènere d'ocells de la subfamília dels troquilins (Trochilinae) dins la família dels troquílids (Trochilidae), endèmic de la zona d'Amèrica Central.

## Taxonomia
Les espècies d'aquest gènere eren antany assignades al gènere Chlorostilbon. Un estudi filogenètic molecular publicat el 2014 demostrà que Chlorostilbon era un tàxon polifilètic.
Al revisar la classificació es van traslladar varies espècies des de Chlorostilbon fins al recuperat gènere Pampa que havia estat introduït el 1854 per l'ornitòleg alemany Ludwig Reichenbach.
Segons la classificació del Congrés Ornitològic Internacional, versió 14.1, 2024 aquest gènere està format per tres espècies:
- Pampa curvipennis - colibrí de capell blau.
- Pampa pampa - colibrí cuafalcat.
- Pampa rufa - colibrí roig de Mèxic.